# 玛多拉之翼
《玛多拉之翼》是一款由Sun电子制作和发行的动作冒险游戏。 本游戏于1986年12月18日在日本地区FC游戏机发行。
曾几何时，在巴德姆王国有一个被称为玛多拉之翼的鸟的塑像。谁如果拥有这个翅膀，谁就拥有统治整个世界的权力。许多国家之间爆发了战争，目的就是为了夺取它。
本游戏为横向卷轴游戏。玩家必须通过16关卡，并收集物品使得主人公的能力得到提升。